# George Orwell
Eric Arthur Blair, més conegut pel pseudònim literari George Orwell (Motihari, Raj Britànic, 25 de juny de 1903 - Londres, 21 de gener de 1950), fou un escriptor i periodista anglès. El seu corpus literari es caracteritza per la claredat, la intel·ligència i l'enginy, i pel coneixement de la injustícia social, l'oposició al totalitarisme i el compromís amb el socialisme democràtic.
És considerat com un dels millors cronistes, si no pas el millor, de la cultura anglesa del segle xx. També va escriure crítica literària, poesia i ficció, i feu periodisme polèmic. Orwell és conegut principalment per la novel·la al·legòrica La revolta dels animals (1945) i per la novel·la distòpica 1984 (1949); d'aquest parell de llibres s'han venut més còpies que qualsevol altre parell d'obres de qualsevol altre autor del segle xx. Entre la resta del seu corpus creatiu, també destaca el seu llibre, àmpliament aclamat, Homenatge a Catalunya (1938), en què relata la seva experiència en la Guerra Civil espanyola. Orwell també va escriure nombrosos assaigs polítics, literaris, del llenguatge i culturals. Segons un article del diari The Times del 2008, Orwell seria el segon millor escriptor britànic des del 1945.
Les obres d'Orwell han influenciat la cultura popular i política, i el terme orwellià –descriu pràctiques socials totalitàries o autoritàries– s'ha introduït en la llengua juntament amb diversos neologismes com guerra freda, doblepensar, Gran Germà, policia del pensament.

## Biografia

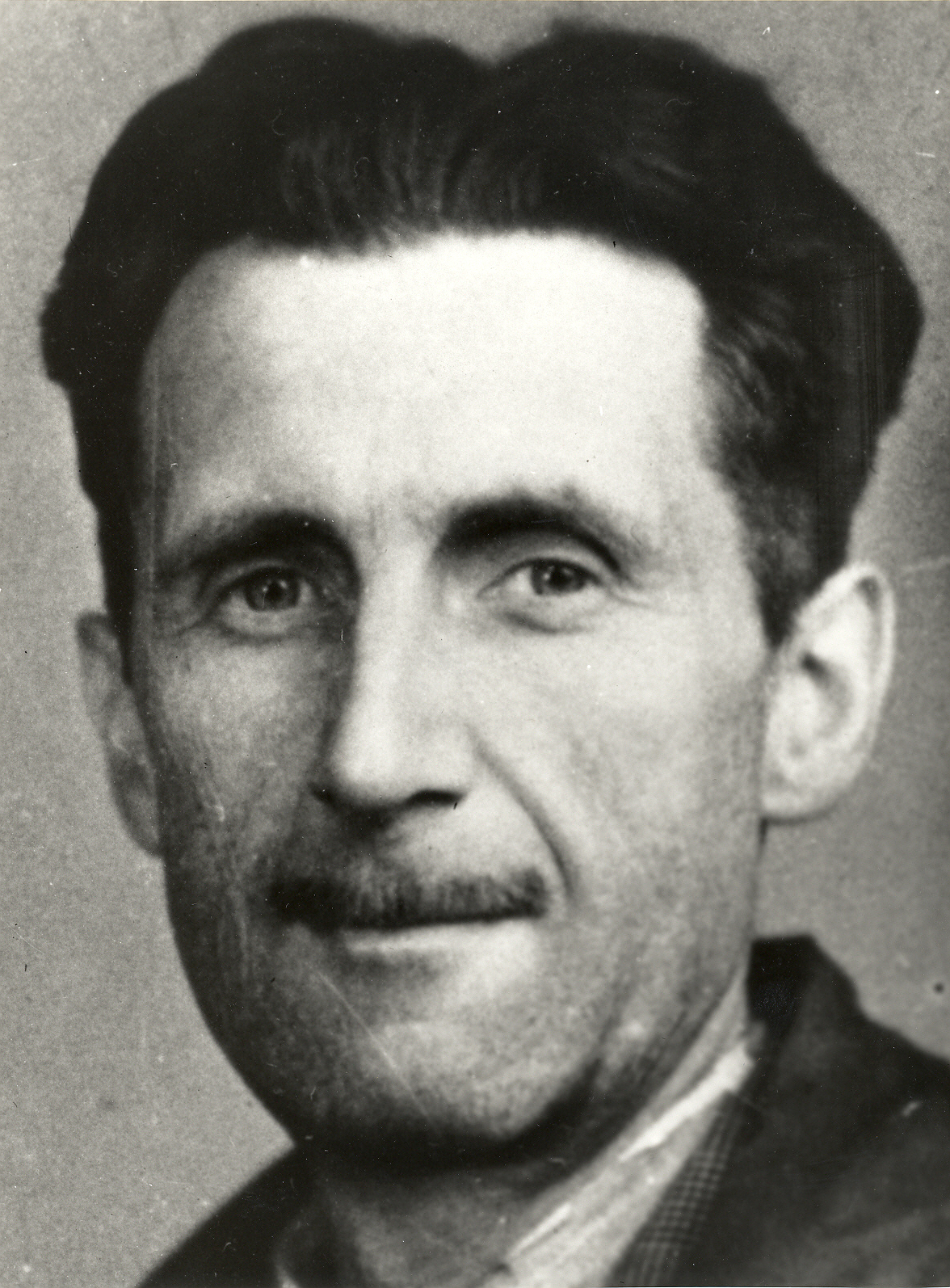
Imatge de 1943

Eric Blair va néixer a Motihari, colònia britànica a l'Índia, el 25 de juny del 1903, fill de mare birmana d'ascendència francesa i pare anglès. Als dos anys, es traslladà amb la seva mare i la seva germana gran a Anglaterra, on va estudiar a l'escola de St. Cyprians i a l'Eton College. A partir del 1922, va servir la Policia Imperial de l'Índia, a Birmània, on va romandre fins al 1927, quan va tornar a Anglaterra, pretenent-se guanyar la vida com a periodista i escriptor. Va viure una època de pobresa i quasi indigència.
Com a membre del Partit Laborista Independent, es va unir a milers d'estrangers per lluitar per la defensa de la Segona República durant la Guerra Civil espanyola. Va arribar a Barcelona el desembre del 1936, i el mateix dia s'allistà i fou assignat com a milicià al Partit Obrer d'Unificació Marxista (POUM), formació comunista antiestalinista. Basat en la seva experiència a la Guerra d'Espanya, escriurà Homenatge a Catalunya.
El 20 de maig del 1937, va rebre un tret al coll a prop d'Osca i va marxar al Marroc a fer-ne la recuperació, després de la qual retornà a Anglaterra. El juny 1944 amb la seva dona Eileen, va adoptar un fill, un nadó de tres setmanes, a qui va donar el nom de Richard.
Després, durant la Segona Guerra Mundial, fou membre de la Home Guard, i va col·laborar activament amb la BBC i en el diari Tribune. Va morir a Londres el 21 de gener del 1950, als 46 anys.

## Guerra Civil espanyola
Com a membre del Partit Laborista Independent es va allistar, igual que milers d'estrangers, per lluitar per la defensa de la República espanyola durant la guerra civil d'aquell país. Va formar part de l'ILP Contingent. Va arribar a Barcelona al desembre del 1936 i el mateix dia es va allistar i va ser assignat com a milicià en l'antiestalinista POUM. La seva participació el va motivar per escriure Homenatge a Catalunya, en què descriu la seva admiració pel que és identificat com a absència d'estructures de classe en algunes àrees dominades per revolucionaris d'orientació anarquista. Però també critica el control soviètic del Partit Comunista d'Espanya i les mentides que s'usaven com a propaganda per a la manipulació informativa. Orwell va rebre un tir al coll a les proximitats d'Osca, el 20 de maig del 1937. Després, va buscar asil durant sis mesos al Marroc per recuperar-se d'aquesta ferida. El 1937, durant la repressió del govern de Negrín contra el POUM, instigada pel PCE i el PSUC, Orwell va relatar que va estar a punt de ser assassinat a Barcelona.
Orwell opinava que, si bé es necessitava un canvi radical en les societats occidentals i, per tant, en els països capitalistes, el socialisme soviètic representava una amenaça als principis que el sustentaven.

## Segona Guerra Mundial
Orwell es va sustentar escrivint ressenyes de llibres per al New English Weekly fins al 1940. Durant la Segona Guerra mundial, va ser membre de la Home Guard, i en va rebre la Medalla de la Defensa. Els seus pensaments d'aquells anys han quedat gravats en el seu llibre Diari de guerra 1940-1942.
El 1941, va començar a treballar per al Servei Oriental de la BBC, principalment en programes per guanyar el suport de l'Índia i de l'Est d'Àsia als exèrcits aliats. Era conscient que el seu treball en aquesta època era simple i propagandístic, per la qual cosa descriu sentir-se com "una taronja que ha estat calcigada per una bota molt bruta". A pesar dels bons ingressos, va renunciar-hi el 1943 per convertir-se en columnista i editor literari del Tribune, la revista setmanal de tendència esquerrana que, llavors, dirigien Aneurin Bevan i Jon Kimche. El 1949, Orwell va lliurar una carta a una amiga, Celia Kirwan, que treballava per a una secció del Foreign Office (o Ministeri d'Afers exteriors), i l'ocupació dels quals era publicar propaganda anticomunista. La carta inclou una llista de trenta-set escriptors i artistes que Orwell va considerar en el seu moment amb inclinacions procomunistes. En la llista, que no va ser publicada fins al 2003, es van incloure nombrosos periodistes -entre ells, l'editor del New Statesman, Kingsley Martin- però també els actors Michael Redgrave i Charlie Chaplin. Els motius d'Orwell per a lliurar la llista no són clars, encara que l'explicació més probable és possiblement la més simple: estava ajudant una amiga en una causa, la lluita contra l'estalinisme que ambdós deploraven. No hi ha cap indicació que faci pensar que Orwell abandonés el socialisme democràtic que promovia en els seus últims escrits.
S'ha revelat, el 2005, mitjançant un informe de la intel·ligència britànica, que Orwell mateix va ser observat al voltant de 12 anys per la policia d'aquell país en vista de la seva aparent vinculació amb moviments d'esquerres. Es creu que aquesta va ser una de les principals inspiracions a l'hora de plasmar la seva famosa novel·la 1984.

## Últims anys
A l'octubre del 1949, poc abans de la seva mort, es va casar en segones núpcies amb Sonia Brownell. Orwell va morir a Londres a l'edat de 46 anys de tuberculosi, malaltia que havia contret durant el període que descriu en Sense blanca a París i Londres. Va passar els últims tres anys de la seva vida en hospitals. Poc abans de morir, demana que se l'enterri d'acord amb el ritu anglicà. Va morir el 21 de gener del 1950. Les seves restes reposen a Sutton Courtenay, Oxfordshire.

## Influències literàries
Orwell deia que el seu estil literari s'aproximava bastant al de Somerset Maugham. En els seus assajos literaris, també lloa encaridament els treballs de Jack London, especialment el seu llibre La carretera (The Road). El descens d'Orwell a la vida dels més desfavorits en El camí a Wigan Pier té una semblança raonable amb La gent de l'abisme (The People of the Abyss) de London. En altres assajos, Orwell manifesta la seva admiració per Charles Dickens, Herman Melville o Jonathan Swift.

## Obra
Al llarg de la seva carrera, va ser principalment conegut pel seu treball com a periodista, especialment en els seus escrits com a reporter. A aquesta faceta, es poden adscriure obres com Homenatge a Catalunya (en anglès, Homage to Catalonia, 1938), en què descriu les seves experiències com a milicià del POUM en la Guerra Civil espanyola i hi expressa la seva admiració per la lluita popular en les zones revolucionàries de Catalunya i Aragó. Hi havia arribat amb el seu carnet comunista britànic, però va lluitar amb els troskistes del POUM, amb qui va viure primer la manca d'armes i de mitjans, i més tard el que ell va entendre com a xantatge i traïció per part de Stalin, utilitzant el Partit Comunista des de la Unió Soviètica. La desil·lusió enfront del socialisme i la influència anarquista, sobretot pel que fa al rebuig a tota mena de poder i autoritat, encara que provingui de la classe obrera, són ben paleses en les seves novel·les. La segona obra, El camí a Wigan Pier (en anglès, The Road to Wigan Pier), descriu les pobres condicions de vida dels miners del nord d'Anglaterra.
Els lectors contemporanis solen arribar primerament a aquest autor per les seves novel·les, particularment pels títols enormement reeixits com La rebel·lió dels animals (Animal Farm, 1945) o 1984 (1948). La primera és una al·legoria de la corrupció dels ideals socialistes de la Revolució russa per part de l'estalinisme. 1984 és una distopia, la visió profètica d'Orwell d'una societat totalitària situada suposadament en un futur proper. El protagonista, anomenat Winston, treballa en el Ministeri de la Veritat, on es dedica a manipular i transformar les notícies i la història. A poc a poc, es va rebel·lant contra el sistema, tot i saber que la seva lluita no pot tenir un final feliç. Aquesta obra ha tingut una gran influència, fins al punt que termes com Big brother (Gran germà) han passat a la cultura popular.
Orwell havia tornat de Catalunya convertit en un antiestalinista furibund, sense abandonar mai la seva ideologia d'esquerres, amb simpatia pel marxisme.

### Llista d'obres

#### Novel·la
- Dies a Birmània, 1934 (Burmese Days)
- La filla del clergue, 1935 (A Clergyman's Daughter)
- Keep the Aspidistra Flying, 1936
- Coming Up For Air, 1939
- La rebel·lió dels animals, 1945 (Animal Farm) Traducció al català per Joan Vinyes.[11]
- 1984, 1949 (Nineteen Eighty-Four)

#### No-ficció
- Sense ni cinc a París i Londres, 1933 (Down and Out in Paris and London)
- The Road to Wigan Pier 1937
- Homenatge a Catalunya, 1938 (Homage to Catalonia) Traducció al català de Ramon Folch i Camarasa.[12]

#### Assajos
- A Good Word For The Vicar of Bray
- A Hanging
- A Nice Cup of Tea
- AntiSemitism In Britain
- Arthur Koestler
- Benefit of Clergy: Some Notes on Salvador Dali
- Books vs. Cigarettes
- Bookshop Memories
- Boys' Weeklies and Frank Richards's Reply
- Charles Dickens
- Charles Reade
- Confessions of a Book Reviewer
- Decline of the English Murder
- Down The Mine
- Freedom of the Park
- Future of a Ruined Germany
- Good Bad Books
- How The Poor Die
- In Defence of P. G. Wodehouse
- Inside The Whale
- James Burnham and the Managerial Revolution
- Lear, Tolstoy and the Fool
- Looking Back On The Spanish War
- Mark Twain -- The Licensed Jester
- Marrakech
- Nonsense Poetry
- North And South
- Notes on Nationalism
- Pleasure Spots
- Poetry and the Microphone
- Politics and the English Language
- Politics vs. Literature: An Examination of Gulliver's Travels
- Raffles and Miss Blandish
- Reflections on Gandhi
- Revenge is Sour
- Riding Down The Bangor
- Rudyard Kipling
- Shooting an Elephant (1937)
- Some Thoughts on the Common Toad
- Spilling The Spanish Beans
- Such, Such Were The Joys
- The Art of Donald McGill
- The Lion and the Unicorn: Socialism And The English Genius
- The Prevention of Literature
- The Spanish Civil War Arxivat 2006-03-26 a Wayback Machine.
- The Spike
- The Sporting Spirit
- W B Yeats (assaig)
- Wells, Hitler And The World State
- Why I Write
- Writers and the Leviathan
- You and the Atomic Bomb